# تیم ملی فوتبال زیر ۱۷ سال پرتغال
تیم ملی فوتبال زیر ۱۷ سال پرتغال یا تیم ملی فوتبال نوجوانان پرتغال نماینده فوتبال کشور پرتغال در مسابقات نوجوانان اروپا و بین‌المللی است که زیر نظر فدراسیون فوتبال پرتغال فعالیت می‌کند.

## عملکرد بین‌المللی

### جام جهانی فوتبال زیر ۱۷ سال
| سال   | نتیجه         | تعداد بازی  | برد         | مساوی       | باخت        | گل زده      | گل خورده    |
| ----- | ------------- | ----------- | ----------- | ----------- | ----------- | ----------- | ----------- |
| ۱۹۸۵  | صعود نکرد     | صعود نکرد   | صعود نکرد   | صعود نکرد   | صعود نکرد   | صعود نکرد   | صعود نکرد   |
| ۱۹۸۷  | صعود نکرد     | صعود نکرد   | صعود نکرد   | صعود نکرد   | صعود نکرد   | صعود نکرد   | صعود نکرد   |
| ۱۹۸۹  | مقام سوم      | ۶           | ۳           | ۲           | ۱           | ۱۱          | ۷           |
| ۱۹۹۱  | صعود نکرد     | صعود نکرد   | صعود نکرد   | صعود نکرد   | صعود نکرد   | صعود نکرد   | صعود نکرد   |
| ۱۹۹۳  | صعود نکرد     | صعود نکرد   | صعود نکرد   | صعود نکرد   | صعود نکرد   | صعود نکرد   | صعود نکرد   |
| ۱۹۹۵  | یک‌چهارم نهایی | ۴           | ۱           | ۰           | ۳           | ۵           | ۸           |
| ۱۹۹۷  | صعود نکرد     | صعود نکرد   | صعود نکرد   | صعود نکرد   | صعود نکرد   | صعود نکرد   | صعود نکرد   |
| ۱۹۹۹  | صعود نکرد     | صعود نکرد   | صعود نکرد   | صعود نکرد   | صعود نکرد   | صعود نکرد   | صعود نکرد   |
| ۲۰۰۱  | صعود نکرد     | صعود نکرد   | صعود نکرد   | صعود نکرد   | صعود نکرد   | صعود نکرد   | صعود نکرد   |
| ۲۰۰۳  | یک‌چهارم نهایی | ۴           | ۱           | ۱           | ۲           | ۱۱          | ۱۸          |
| ۲۰۰۵  | صعود نکرد     | صعود نکرد   | صعود نکرد   | صعود نکرد   | صعود نکرد   | صعود نکرد   | صعود نکرد   |
| ۲۰۰۷  | صعود نکرد     | صعود نکرد   | صعود نکرد   | صعود نکرد   | صعود نکرد   | صعود نکرد   | صعود نکرد   |
| ۲۰۰۹  | صعود نکرد     | صعود نکرد   | صعود نکرد   | صعود نکرد   | صعود نکرد   | صعود نکرد   | صعود نکرد   |
| ۲۰۱۱  | صعود نکرد     | صعود نکرد   | صعود نکرد   | صعود نکرد   | صعود نکرد   | صعود نکرد   | صعود نکرد   |
| ۲۰۱۳  | صعود نکرد     | صعود نکرد   | صعود نکرد   | صعود نکرد   | صعود نکرد   | صعود نکرد   | صعود نکرد   |
| ۲۰۱۵  | صعود نکرد     | صعود نکرد   | صعود نکرد   | صعود نکرد   | صعود نکرد   | صعود نکرد   | صعود نکرد   |
| ۲۰۱۷  | صعود نکرد     | صعود نکرد   | صعود نکرد   | صعود نکرد   | صعود نکرد   | صعود نکرد   | صعود نکرد   |
| ۲۰۱۹  | برگزار نشده   | برگزار نشده | برگزار نشده | برگزار نشده | برگزار نشده | برگزار نشده | برگزار نشده |
| مجموع | ۳/۱۷          | ۱۴          | ۵           | ۳           | ۶           | ۲۷          | ۳۳          |